# Ołeksij Jeremenko

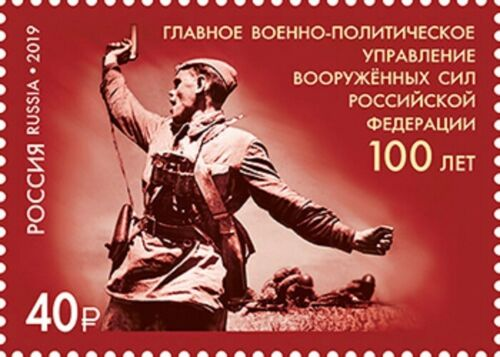
Rosyjski znaczek pocztowy z 2019 roku upamiętniający stulecie utworzenia organów wojskowo-politycznych w RFSRR

Ołeksij Hordijowycz Jeremenko (ukr. Олексій Гордійович Єременко, ur. 18 marca?/31 marca 1906 we wsi Tersjanka w guberni jekaterynosławskiej, zm. 12 lipca 1942 pod wsią Chorosze w obwodzie ługańskim) – radziecki wojskowy narodowości ukraińskiej, młodszy politruk, poległy w czasie II wojny światowej, uwieczniony na słynnej fotografii Maksa Alperta zatytułowanej Kombat (ros. Комбат), z uniesioną w górę ręką trzymającą pistolet TT-33. Bohater Ukrainy (2012, pośmiertnie).

## Życiorys
Urodził się we wsi Tersjanka guberni jekaterynosławskiej (obecnie obwód zaporoski na Ukrainie) w wielodzietnej rodzinie, dlatego już w wieku 14 lat rozpoczął pracę na kolei, a następnie w fabryce, pomagając rodzicom w utrzymaniu gospodarstwa. W momencie powstania pierwszego kołchozu w obwodzie zaporoskim Jeremenko stanął na czele miejscowej komórki Komsomołu. Ze względu na naturalną umiejętność kierowania ludźmi, szybko został brygadzistą, potem liderem kołchozowej komórki partii komunistycznej, a następnie kierownikiem kołchozu.
Po ataku Niemiec na ZSRR na ochotnika wstąpił do Armii Czerwonej jako komisarz polityczny. Walczył w szeregach 247 Dywizji Strzeleckiej, a następnie 220 Pułku Strzeleckiego 4 Dywizji Strzeleckiej. Uczestniczył m.in. w obronie wyspy Chortyca, gdzie jego jednostka utrzymała pozycje przez 22 dni, umożliwiając ewakuację mieszkańców i sprzętu przemysłowego.

## Śmierć
Zginął latem 1942 roku w pobliżu wsi Chorosze w rejonie slawjanoserbskim w obwodzie ługańskim: według jednej wersji podczas odparcia ataku oddziałów niemieckich zebrał grupę wycofujących się żołnierzy i poderwał ich do kontrataku, w czasie którego zginął w walce wręcz, według innej poległ, zastępując rannego dowódcę kompanii, starszego lejtnanta Petrenkę. Choć według radzieckiej propagandy słynna fotografia Maksa Alperta została wykonana na chwilę przed śmiercią tytułowego kombata (skrótowiec od rosyjskich słów командрир баталиона, trans. komandir bataliona, czyli dowódca batalionu), zdjęcia nie można było zrobić w czasie walk o Chorosze, bo nie uczestniczyli w nich fotoreporterzy, a bezimienny początkowo bohater fotografii nie był dowódcą batalionu, lecz politrukiem.

Jak wspominał autor fotografii, Maks Alpert: 

Zrobiłem to zdjęcie mniej więcej w połowie lata 1942 roku w pobliżu Woroszyłowgradu. Wybrałem okop, wykopany trochę przed linią obrony. Faszyści szykowali się do ataku. Pamiętam, że przyleciały pierwsze samoloty. Potem uderzyła artyleria, a piechota wroga ruszyła do ataku. Wybuchła zaciekła bitwa. Niedaleko zobaczyłem oficera, który stał na pełną wysokość. Gdy tylko zdążyłem nacisnąć spust migawki, odłamek złamał obiektyw. Myślałem, że taśma przepadła [...] Kim był ten oficer? Kiedy majstrowałem przy zepsutym aparacie, dotarła do mnie wiadomość przekazywana przez żołnierzy jeden do drugiego: „Kombat zginął”. Byłem pewien, że chodziło o niego. W końcu był pierwszym, który rzucił się pod pociski wroga. Dlatego nazwałem zdjęcie Kombat

Stąd fotografia najprawdopodobniej została wykonana w czasie jednej z wcześniejszych walk z udziałem Jeremenki, którego pomylono z poległym wcześniej dowódcą batalionu. Ołeksij Jeremenko został pochowany w zbiorowej mogile we wsi Chorosze po jej krótkotrwałym odbiciu z rąk Niemców w lipcu 1942 roku.

### Ustalenie tożsamości
Maks Alpert przez długi czas nie był w stanie ustalić, jaka osoba została przedstawiona na fotografii – wielu rozpoznawało na niej swoich bliskich, a w 2005 roku jeden weteran stwierdził nawet, że to on jest na niej przedstawiony. Aby zidentyfikować kombata, dziennikarze „Komsomolskiej Prawdy” wraz z działaczami ługańskiej regionalnej organizacji młodzieżowej Mołodogwardiejcy (Młodogwardziści) zorganizowali poszukiwanie krewnych mężczyzny ze zdjęcia i opublikowali apel do czytelników gazety. W 1974 roku krewni Jeremenki (matka i syn) napisali list do redakcji z prośbą o odszukanie Maksa Alperta, ponieważ ich zdaniem fotografia przedstawiała ich męża i ojca. Z początku relacja ta wzbudziła sceptycyzm, biorąc pod uwagę wiele podobnych, wcześniejszych wypowiedzi oraz dołączone do listu pismo urzędowe, które otrzymała żona Jeremenki, Jewdokija, w 1943 roku: „Zawiadamiamy, że w 1942 roku wasz mąż, Ołeksij Hordijowycz Jeremenko, został uznany za zaginionego”. Ponieważ jednak do listu dołączono zdjęcia, pozwoliło to na badanie, które z dużą dozą pewności potwierdziło, że na słynnym zdjęciu Alperta i fotografiach dostarczonych przez żonę Jeremenki została przedstawiona ta sama osoba.

## Legenda

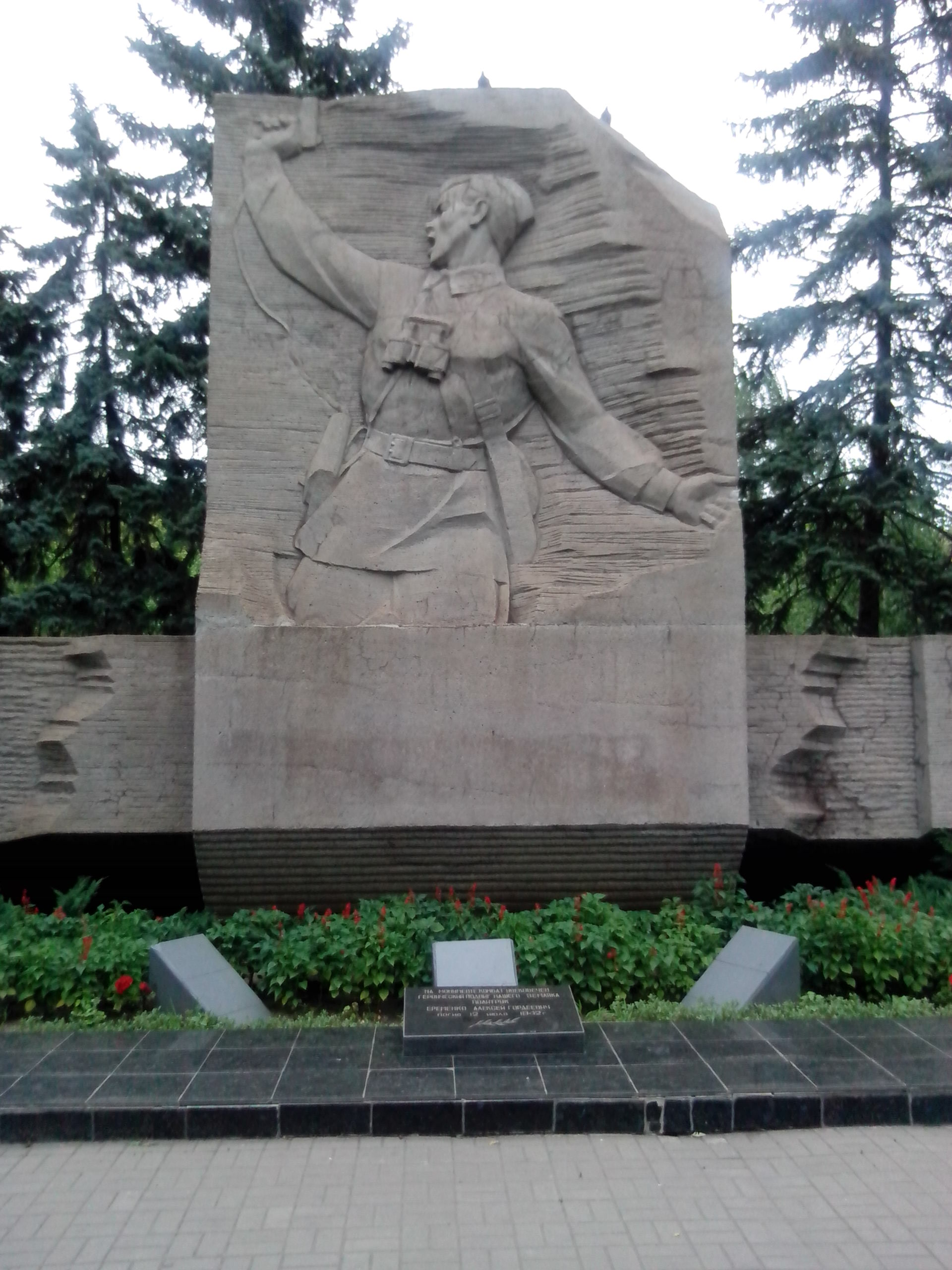
Na Alei Chwały Wojennej w Zaporożu znajduje się płaskorzeźba „Kombat”, wykonana na podstawie słynnego zdjęcia

Zdjęcie Maksa Alperta stało się jednym z najsłynniejszych zdjęć II wojny światowej oraz ikoną sowieckiej kultury, dobrze rozpoznawalną także poza granicami ZSRR. Legendarna fotografia posłużyła jako natchnienie wielu innym twórcom kultury, stając się wzorem pomników, okładek książkowych, plakatów i okolicznościowych monet.
12 lipca 2012 roku, w 70. rocznicę śmierci Jeremenko został pośmiertnie wyróżniony przez prezydenta Ukrainy Wiktora Janukowycza najwyższym tytułem honorowym, Bohatera Ukrainy.

### Pomniki
Zdjęcie stało się inspiracją dla ługańskiego rzeźbiarza Iwana Michajłowicza Czumaka, który rozpoczął samodzielną pracę nad pomnikiem bohatera fotografii, co zajęło mu około dziesięciu lat. Następnie w pobliżu miejsca bitwy, w której zginął Jeremenko, na podwyższeniu ustawiono jedenastometrowy pomnik, odlany z brązu przez artystów z Ukraińskiego Specjalistycznego Naukowo-Produkcyjnego Kierownictwa Prac Konserwatorskich. Kopiec, na którym stoi pomnik, jest ozdobiony dwudziestoma dziewięcioma płytami granitowymi, które zostały specjalnie wykonane w tym celu w kamieniołomach obwodu żytomierskiego. U stóp pomnika znajduje się marmurowa płyta z napisem: „Na cześć bohaterskiego wyczynu pracowników politycznych Armii Radzieckiej w Wielkiej Wojnie Ojczyźnianej 1941–1945”.

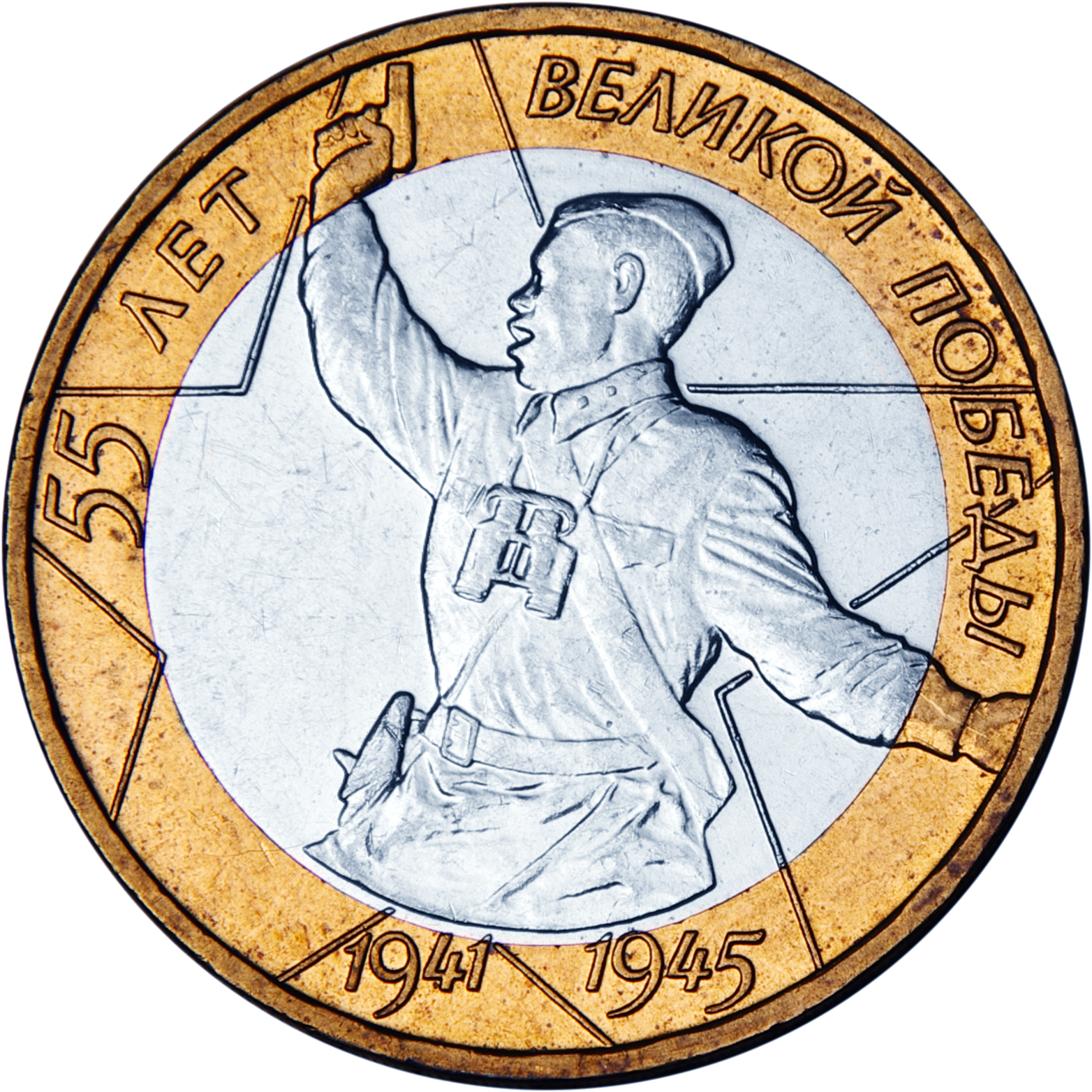
Jubileuszowa moneta o nominale 10 rubli z serii „55 lat zwycięstwa” z 2000 roku z wizerunkiem Jeremenki

12 lipca 2012 roku, 70 lat po śmierci Jeremenki, na kopcu u stóp pomnika miała miejsce rekonstrukcja bitwy, na której odtworzono propagandową wersję zdarzeń (tj. wykonanie zdjęcia i śmierć Jeremenki mają miejsce w tym samym starciu).

### W numizmatyce
Zdjęcie Maksa Alperta stało się podstawą dla stworzenia kilku pamiątkowych monet poświęconych rocznicy zwycięstwa nad Niemcami w II wojnie światowej. Obejmują one m.in.:
- 5-rublową monetę „Dowódca porywa żołnierzy do ataku” z serii „50 lat zwycięstwa” z 1995 roku[10];
- 10-rublową monetę z serii „55 lat zwycięstwa” z 2000 roku. Co ciekawe, kolekcjonerzy nazywają tę monetę Politruk, mimo że zdjęcie błędnie nazywa się Kombat[11].